# 趙映斗
趙映斗（？—1627年），號龙封，直隶真定府元氏县人。明朝政治人物。

## 生平
幼年寄居宁晋，即以理学雅重于先达，举孝廉后遂还里，几有益于邑中之事，极力为之。萬曆四十年（1612年）壬子科顺天鄉試舉人，天啓二年（1622年）壬戌科進士。初令武进，政声大著，当事以水土议调聊城，毘陵士民争之，章满公车。至東昌，以疾终。所著有《易经解意》、《四书理说》、《举业正印》。墓在城西韩台村西二里。